# Gaberl-hágó
A Gaberl-hágó (németül: Gaberlpass) az ausztriai Stájer tartomány egyik közúti hágója. A Gaberl szó egyrészt egy  hegyvidéki hágó (1551 m. tszf.), valamint egy stájerországi síkörzet elnevezése.
Jól kiépített, széles út vezet a Stubalpe 1551 méteres Köflach előtti magasságára a felső Murtalba. Az útvonalon már a régi római korban is útvonal vezetett. Ma a Gaberlstrasse Ausztria egyik tartományi útja (B77), és 49,9 kilométer hosszával a Stubalpe vidékén át kapcsolja össze Judenburg és Knittelfeld/a.d.Mur  városokat  a lavannttáli alpok szegélyén fekvő Köflach és Voitsberg városokkal. Még a Pack-utat (B70) is beleértve, a Gaberlstrasse biztosítja a legrövidebb közúti kapcsolatot Stájerország északnyugati területei felől a tartományi székhelyhez, Gráchoz. Az útvonal mintegy felénél található az útnak is nevet adó Gaberl Sattel.

## Az út története
A grazi kerületi hivatal 1822-ben döntött a mai Gaberl-út megépítéséről. Az építkezés 1831-ben még nem fejeződött be teljesen. A Köflachból Sallán át Weißkirchenig tartó útvonalat a kerületi utakról szóló 1868. október 3-i rendelet „Bezirkenstrasse I. Kl. (osztály)-ba sorolta. 1938. április 1-től az utat, mint tartományi utat, Stájerország szövetségi tartomány fennhatósága alá rendelték. A Gaberl-utat 1951.január 1-től 1961. június 1-ig az osztrák szövetségi úthálózatban szerepeltetik. 1973. január 1. óta  visszatérően ismét az osztrák szövetségi úthálózatba tartozik.

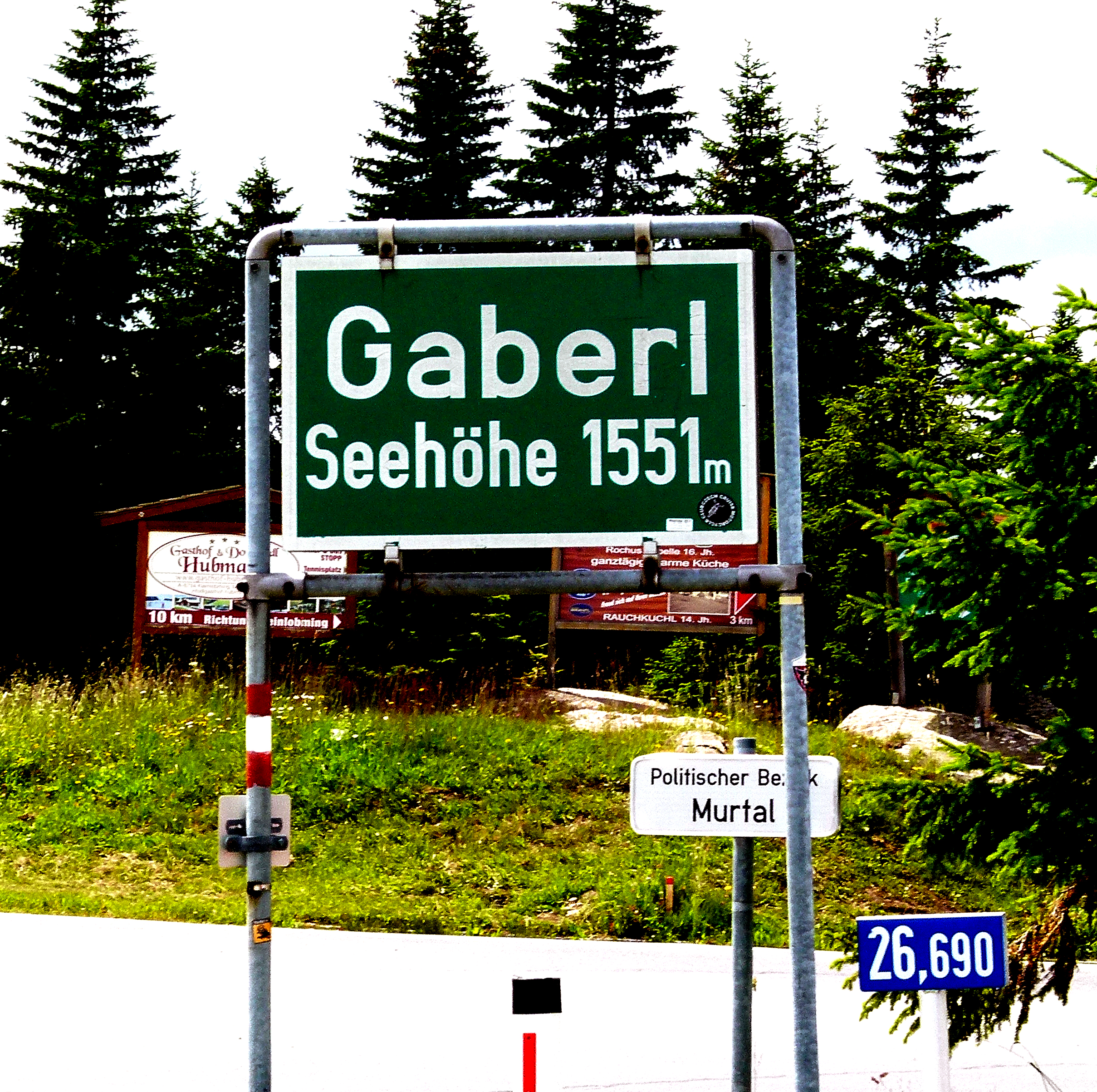
A Gaberl-hágó teteje

## A Gaberl-vidéke
A Gaberl a tágabb környezet számára kedvelt pihenőhely. Nyáron a jól kialakított útvonalaknak köszönhetően élénk a hegyjáró turizmus, télen pedig a családok számára nyújt kedvelt sísportolási lehetőségeket. Nyilvános családi sínapokat szerveznek.  Tiszta időben nagy távolságra is kilátás nyílik, feltűnik nyugaton a Dachstein-hegycsoport, délen Riegersburg vára, sőt Magyarországig és Szlovéniáig is ellátni.
Gaberl település 2006 óta egy kis szélerőművel (két erőműegységgel és egy gyűjtőrendszerrel) rendelkezik, amely összesen 1200 kW elektromos teljesítményt biztosít. Az elvezetett elektromos energia – hálózaton keresztül – jut Köflachba. A Gaberl-hágótól délre a hasonló magasságú Hirschegger-nyereg található, ugyanúgy a muravölgyi Köflachhoz tartozóan.

## Képgaléria

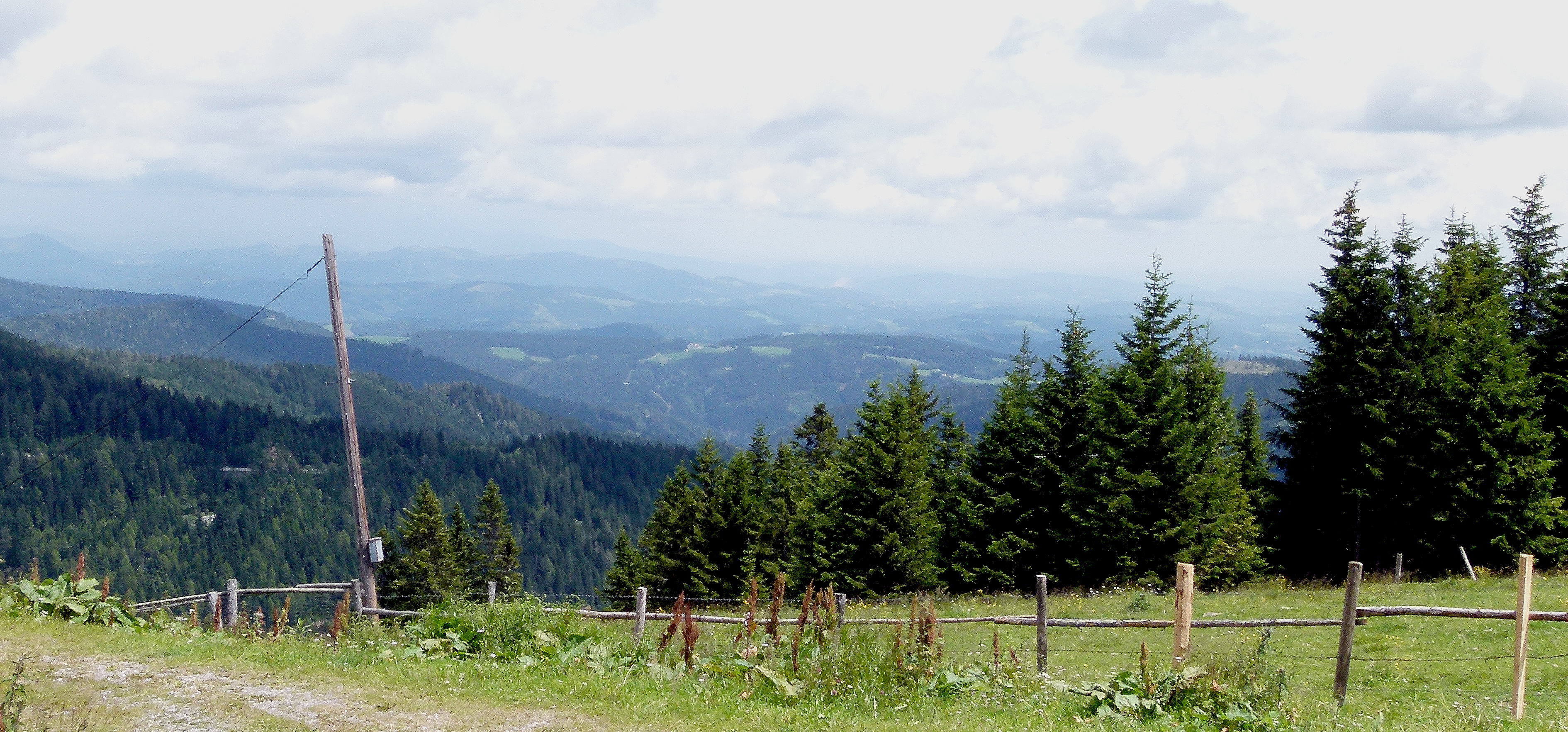
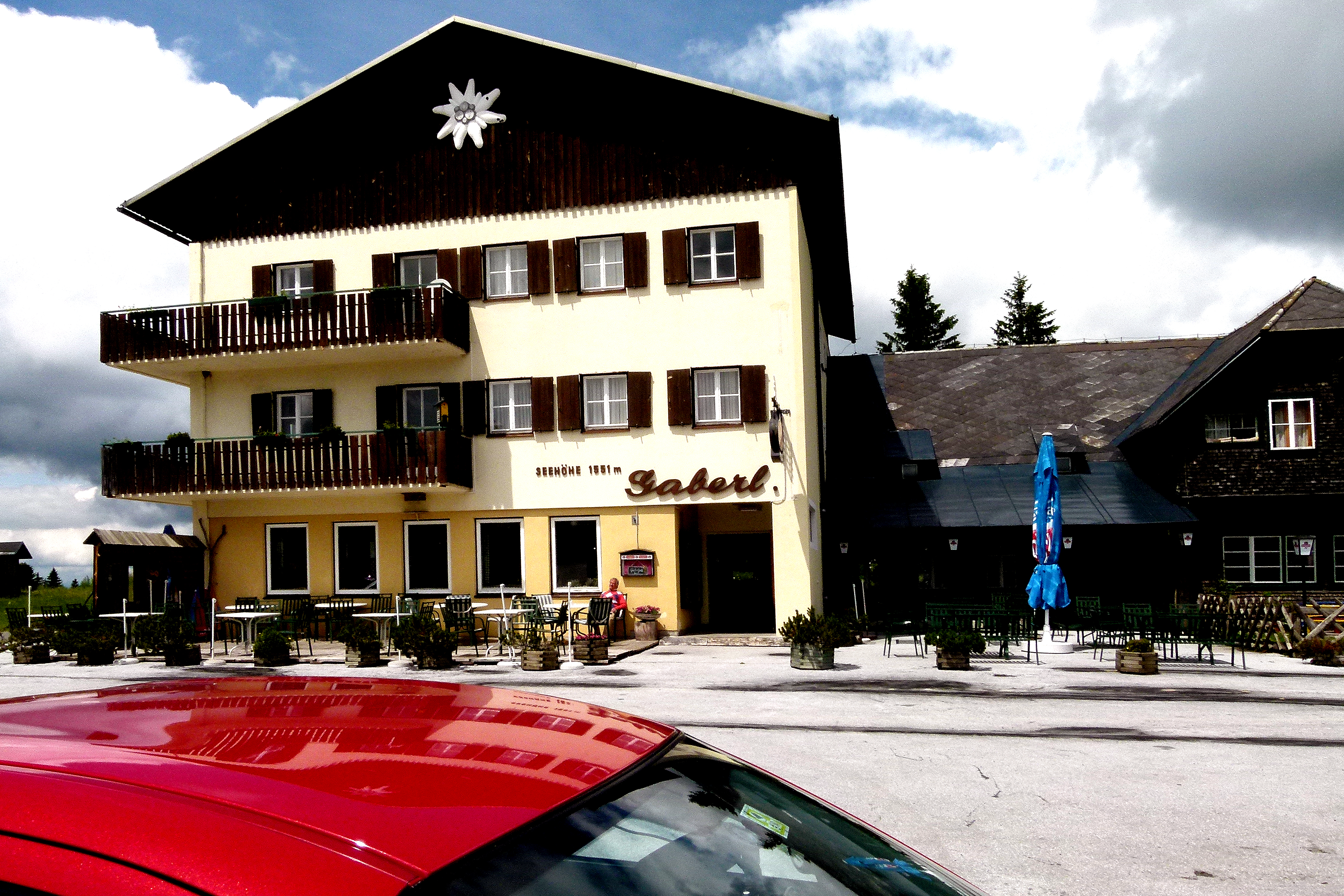
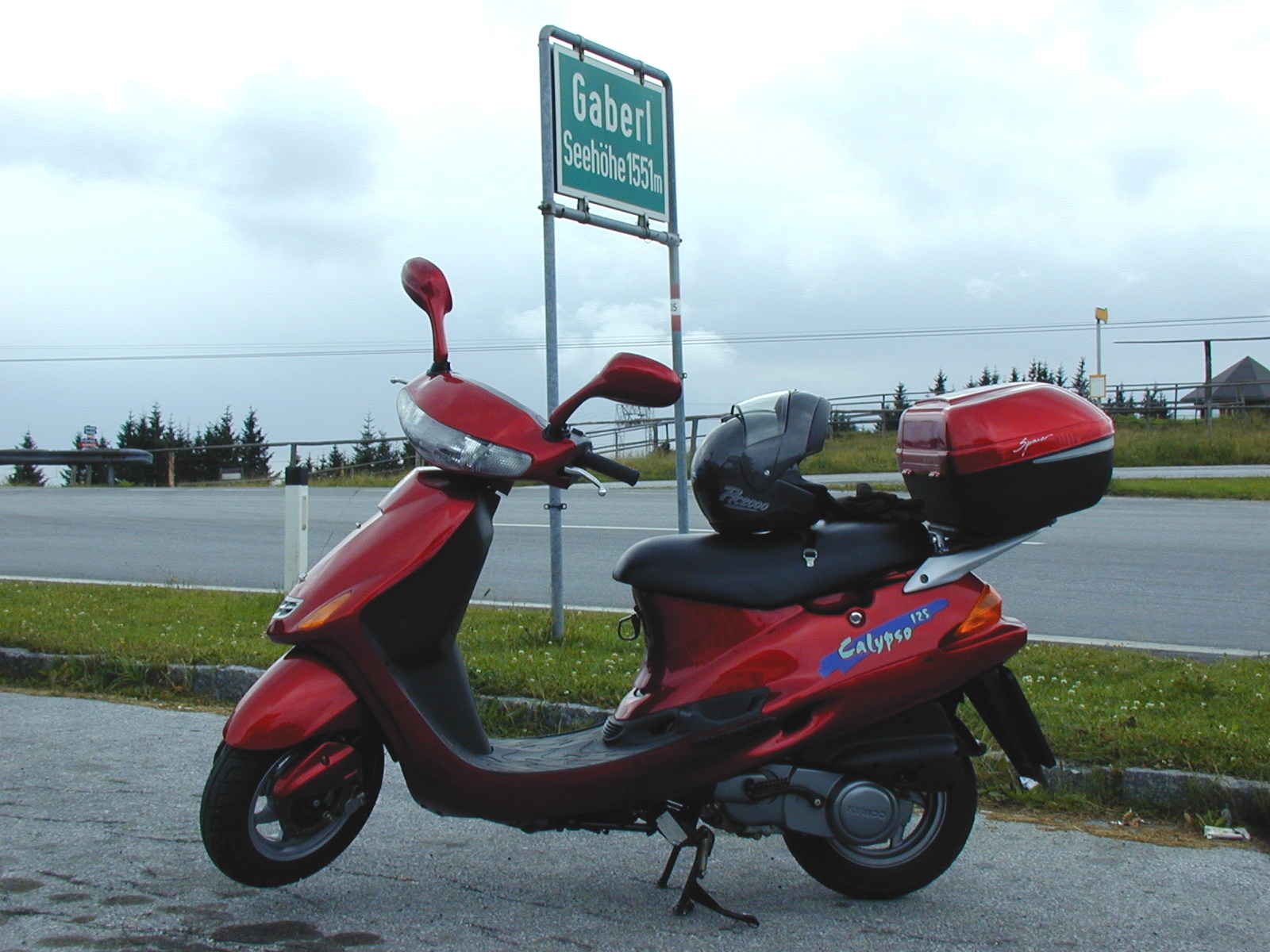
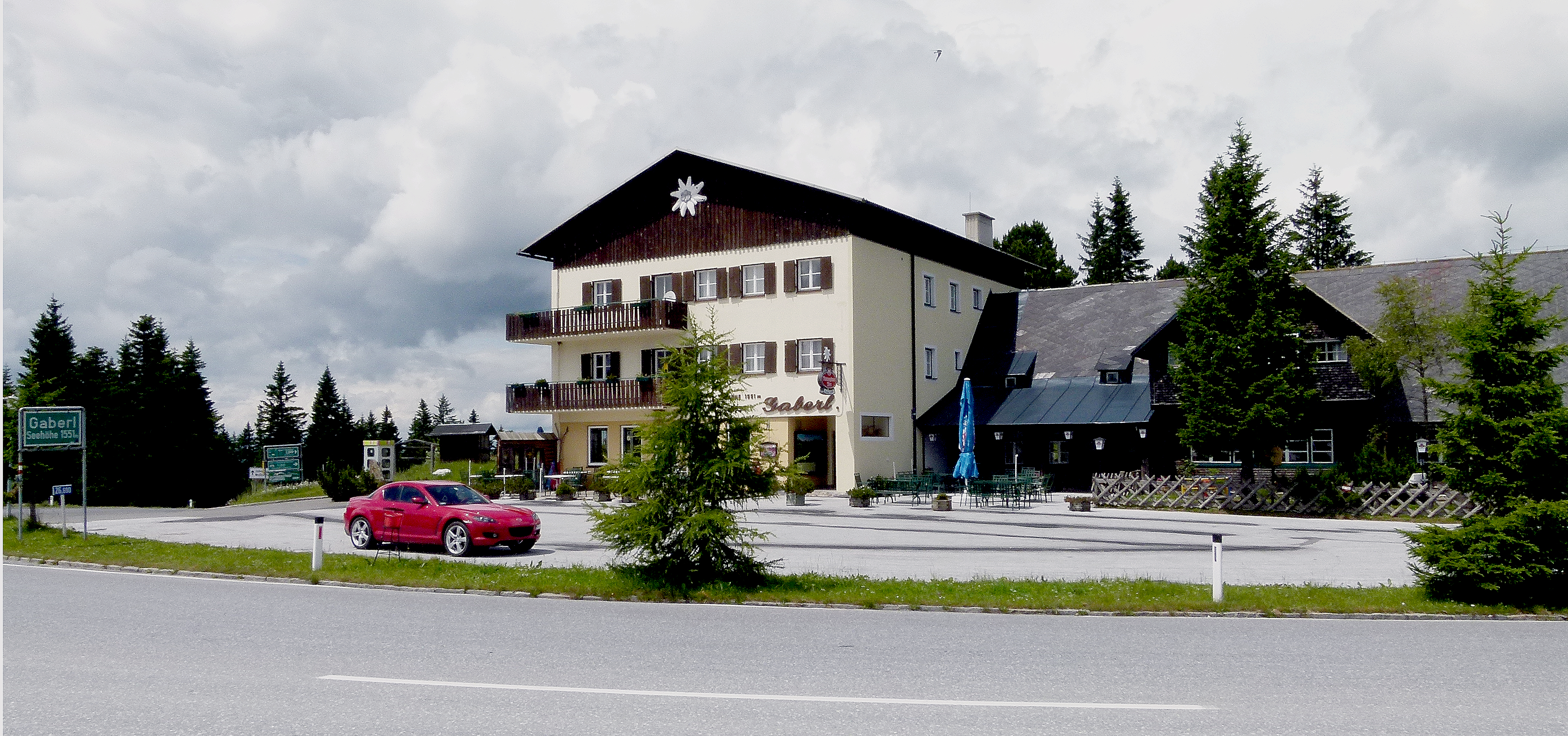